# 中共浙东区委旧址
29°53′11″N 121°04′37″E / 29.886358°N 121.076983°E
中共浙东区委旧址是浙江省余姚市一处全国重点文物保护单位，位于梁弄镇横坎头村。旧址原为清代民居。1943年8月，中共浙东区党委和司令部进驻横坎头村和梁弄镇，形成浙东抗日根据地。1992年，此地经过维修，成立浙东革命根据地纪念馆。2006年，旧址与其他曾被浙东抗日根据地使用的建筑一道被列入第六批全国重点文物保护单位中的浙东抗日根据地旧址项目。